# Paul Francis Kerr
Paul Francis Kerr (* 12. Februar 1897 in Hemet, Kalifornien; † 27. Februar 1981) war ein US-amerikanischer Mineraloge.
Er studierte am Occidental College (Bachelor 1919), wobei er das Studium durch Arbeit auf Obstplantagen und in der Landwirtschaft selbst finanzierte, und wurde 1923 an der Stanford University promoviert. Danach unterrichtete er noch ein Jahr in Stanford, bevor er 1924 an die Columbia University ging, wo er Professor für Mineralogie war (ab 1959 als Newberry Professor) und 1944 bis 1950 Vorstand seiner Fakultät. 1965 emeritierte er. Später zog er nach Kalifornien und war bis 1977 Consulting Professor der Stanford University.
Er befasste sich unter anderem mit Tonmineralogie (Quickton), Wolfram-Mineralien, Röntgenkristallographie, Uran-Mineralogie und Lagerstätten, Alteration. Von 1934 bis 1944 war er Sekretär und 1946 Präsident der Mineralogical Society of America. 1947 war er Vizepräsident der Geological Society of America.
An der Columbia University war er wesentlich an der Gründung des Lamont-Doherty Earth Observatory beteiligt. Er war seit 1972 Ehrenmitglied der Mineralogical Society of Great Britain and Ireland. 1960 wurde er Ehrendoktor des Occidental College in Los Angeles.

## Schriften
- Paul Francis Kerr: Optical mineralogy. 4. Auflage. McGraw-Hill, New York 1977.